# 大入りダイヤルまだ宵の口
大入りダイヤルまだ宵の口（おおいりダイヤルまだよいのくち）は、ニッポン放送で1975年4月7日から1981年10月30日に20時台 - 24時に放送していたラジオ番組（ブロックワイド）。

## 概要
- ニッポン放送では、平日の22時以降にわたる夜のワイド番組として最初の番組となった。

- この番組以前にニッポン放送では青島幸男をパーソナリティに、番組名も『青島幸男のまだ宵の口』（放送期間は1963年12月16日 - 1967年2月11日）という番組があったが、当番組とはまったく内容が異なる（ちなみに、テーマ曲はクインシー・ジョーンズの「ソウル・ボサノバ」）。

- 初代パーソナリティーは、月-金曜とも高島ヒゲ武（本名は高嶋秀武、当時ニッポン放送アナウンサー）。1976年4月から、金曜はくり万太郎（本名は高橋良一、当時ニッポン放送アナウンサー）の担当となった。
  - 「高島ヒゲ武」のマイクネームの使用は1976年からであり、それまでは「高島秀武」の名前で出演していた。このマイクネームのネーミングの経緯について、番組担当ディレクターであった上野修（ドン上野）によれば、高島がヤングタイムのワイド番組である『大入りダイヤルまだ宵の口』のパーソナリティに決まり（直前の1975年3月までは平日12時15分 - 12時55分の昼番組『お笑い昼休み』を担当）、当時「ごくありふれた、特徴のないマジメ型アナウンサーの一人」だった高島のイメージチェンジ作戦の一環として、口髭を生やすようになったということであり[1]、その過程で上野自身が「高島ヒゲ武」のマイクネームを考案したようである[2]。
  - 当時番組内では、リスナーの「スタート」コールでテープを高速回転させ、「ストップ」コールで止まったところを再生する文言ですべてを決めるルーレットを多用しており、マイクネームの決定にもこのルーレット方式を採用。高島本人がまず試しにコールしたところ、「エロ武」が出てしまい、「本番でなくてよかった」と胸を撫で下ろしていた。次にリスナーにコールさせたところ、多数の公募作の中から出た文言が「ヒゲ武」であった。
  - 1973年にスタートした文化放送の『みのもんたのワイドNo1』がトップを走っていた中でスタートさせるにあたり、番組のプロデューサーだった上野修が、前述通り当時はまだ取り立てて個性的というほどではなくごくごく一般的であった高嶋のイメージチェンジを図るべく、高嶋に「みのの番組に勝つために君には変わってもらう。『人は体全体から喋りが出てくる』。まずヒゲをはやし、オレが良しを出すまでは髪を切らず、ジーパンをはけ。ネクタイは一切禁止で、スニーカーをはけ。」と指令を出したという。このイメージチェンジによって高嶋は社内で注目される様になり、注目されることによってパーソナリティーとしての個性が開花していったといわれる。なお、この翌年に『ワイドNo1』は終了した。

- その後、1979年4月より、月-木曜は、波多江孝文（途中からマイクネームをはた金次郎とする。当時ニッポン放送アナウンサー）、金曜はくり万太郎が担当。さらに1980年4月からは、月 - 木曜はくり万太郎、金曜は塚越孝（当時ニッポン放送アナウンサー、後に当時フジテレビアナウンサー）となり、金曜については1980年10月より番組タイトルが『はなきんダイヤルまだ宵の口』に変更された。

- 聴取率の面で在京他局に差を付け、関東地方の夜のラジオをリードする存在の番組であったが、1980年10月から同じ時間帯で文化放送が『吉田照美のてるてるワイド』をスタートさせると、『宵の口』の聴取率は『てるてるワイド』を下回ることが多くなり（吉田照美のてるてるワイド#概要も参照）、番組を終了することになった。

### 放送時間の変遷
| 年度        | 放送時間（日本時間）        | 放送時間（日本時間）        |
| 年度        | ナイターシーズン            | ナイターオフ                |
| ----------- | --------------------------- | --------------------------- |
| 1975        | 平日 21:10 - 24:00（170分） | 平日 21:25 - 24:00（155分） |
| 1976        | 平日 21:10 - 24:00（170分） | 平日 20:30 - 24:00（210分） |
| 1977 - 1981 | 平日 21:10 - 24:00（170分） | 平日 21:00 - 24:00（180分） |

## 歴代パーソナリティ
※いずれも当時ニッポン放送アナウンサー、氏名は塚越以外マイクネームで表示（角カッコ内に本名）
- 高島ヒゲ武＜高嶋秀武＞（1975年4月～1979年3月（月-木、1976年3月までは金曜も担当））
- くり万太郎＜高橋良一＞（1976年4月～終了（1980年3月まで金曜、以降は月-木））[3]
- はた金次郎＜波多江孝文＞（1979年4月～1980年3月（月-木））
- 塚越孝（1980年4月～終了（金曜））[3]

## 歴代主題歌
- 宵の口音頭（不明） - 春夏秋冬4ヴァージョン有り。
- 花のDJ稼業（高島ヒゲ武、くり万太郎） - 歌詞はオリジナル（つボイノリオ）とは別の番組独自の歌詞。
- May I help you ? （アパッチ）
- 東京アパッチ（アパッチ）
- アイツと私（堀江美都子） - 『夕焼けのふたり』のB面に収録。
- 誕生日おめでとう（西川きよし）
- 山の手音頭（国安かつみ）
- LET'S ONDO AGAIN(布谷文夫)
- 青春ひとりじめ（田原俊彦） - 『ハッとして!Good』のB面に収録。フジテレビ系テレビドラマ『ただいま放課後』（第2シリーズ）主題歌。歌詞の一部が変更。
- トゥナイト(シャネルズ)

ほか

## 内包番組
（）

### 1975年4月 -
21時10分 - 22時00分
- スマッシュ・ポップス
- 歌謡曲ザックザック
- 欽ちゃんのドンといってみよう!  （萩本欽一）
- あなたが選ぶ新人歌謡選手権

22時00分 - 23時00分
- 日立ミュージック・イン・ハイフォニック
- オー・ポップ・レディ
- 沢田研二・愛を求めて
- ヤング・スキャット

23時00分 - 24時00分
- かまやつひろしのライオン・フォーク・ビレッジ
- ソニー・ディスク・フラッシュ
- キリン夜の図書館
- ザ・パンチ・パンチ・パンチ

### 1975年10月 -
21時25分 - 22時00分
- 歌謡曲ザックザック
- 欽ちゃんのドンといってみよう!  （萩本欽一）

22時00分 - 23時00分
- 日立ミュージック・イン・ハイフォニック
- オー・ポップ・レディ
- 沢田研二・愛を求めて
- ヤング・スキャット

23時00分 - 24時00分
- かまやつひろしのライオン・フォーク・ビレッジ
- ソニー・ディスク・フラッシュ
- キリン夜の図書館
- ザ・パンチ・パンチ・パンチ

### 1976年4月 -
21時10分 - 22時00分
- 歌謡曲ザックザック
- 欽ちゃんのドンといってみよう!  （萩本欽一）

22時00分 - 23時00分
- 日立ミュージック・イン・ハイフォニック
- 沢田研二・愛を求めて

23時00分 - 24時00分
- かまやつひろしのライオン・フォーク・ビレッジ
- ソニー・ディスク・フラッシュ
- キリン夜の図書館
- ザ・パンチ・パンチ・パンチ

### 1976年10月 -
20時30分 - 22時00分
- テレフォンカタログ・バンバン
- ヒゲ武の恋文横丁
- 受験生バンザイ
- スイ・スイ・スキー
- 結婚しようよ
- 飛び出せ!全国DJ諸君
- 歌謡曲ザックザック
- 欽ちゃんのドンといってみよう!  （萩本欽一）

22時00分 - 23時00分
- 日立ミュージック・イン・ハイフォニック
- 布施明・コハク色のひととき
- 拝啓!青春諸君
- 夜のドラマハウス

23時00分 - 24時00分
- 谷村新司のライオン・フォーク・ビレッジ
- ソニー・ディスク・フラッシュ
- ルネの魔法の世界 （ルネ・ヴァン・ダール・ワタナベ）
- キリン夜の図書館
- ザ・パンチ・パンチ・パンチ

### 1977年4月 -
21時10分 - 22時00分
- ナイター花の応援団
- スマッシュポップス
- ヒゲ武の恋文横丁
- 歌謡曲ザックザック
- 欽ちゃんのドンといってみよう!  （萩本欽一）

22時00分 - 23時00分
- 日立ミュージック・イン・ハイフォニック
- 草刈正雄の空が少しずつ
- 拝啓!青春諸君
- 夜のドラマハウス

23時00分 - 24時00分
- 谷村新司のライオン・フォーク・ビレッジ
- ソニー・ディスク・フラッシュ
- ルネの魔法の世界 （ルネ・ヴァン・ダール・ワタナベ）
- キリン夜の図書館
- ザ・パンチ・パンチ・パンチ

### 1977年10月 -
21時00分 - 22時00分
- 必勝!大学受験クイズ
- スマッシュポップス
- 古典・コテン・コテン
- 飛び出せ!全国DJ諸君
- 歌謡曲ザックザック
- 欽ちゃんのドンといってみよう!  （萩本欽一）

22時00分 - 23時00分
- 日立ミュージック・イン・ハイフォニック
- 草刈正雄の空が少しずつ
- 拝啓!青春諸君
- 夜のドラマハウス

23時00分 - 24時00分
- 谷村新司のライオン・フォーク・ビレッジ
- ソニー・ディスク・フラッシュ
- ルネの魔法の世界 （ルネ・ヴァン・ダール・ワタナベ）
- キリン夜の図書館
- ザ・パンチ・パンチ・パンチ

### 1978年4月 -
21時10分 - 22時00分
- 熱戦!花のプロ野球応援団
- スマッシュポップス
- ヘイ!ミスターDJ
- 歌謡曲ザックザック
- 欽ちゃんのドンといってみよう!  （萩本欽一）

22時00分 - 23時00分
- 日立ミュージック・イン・ハイフォニック
- 草刈正雄の空が少しずつ
- 拝啓!青春諸君
- 夜のドラマハウス

23時00分 - 24時00分
- 谷村新司のライオン・フォーク・ビレッジ
- ソニー・ディスク・フラッシュ
- ルネの魔法の世界 （ルネ・ヴァン・ダール・ワタナベ）
- キリンラジオ劇場・スペースロマン
- ザ・パンチ・パンチ・パンチ

### 1978年10月 -
21時00分 - 22時00分
- まるかじりガイド
- 珍文漢文大全集
- 花王ポップテレフォン
- 飛び出せ!全国DJ諸君
- 歌謡曲ザックザック
- 欽ちゃんのドンといってみよう!  （萩本欽一）

22時00分 - 23時00分
- 日立ミュージック・イン・ハイフォニック
- 草刈正雄の空が少しずつ
- 拝啓!青春諸君
- 夜のドラマハウス

23時00分 - 24時00分
- 谷村新司のライオン・フォーク・ビレッジ
- ソニー・ディスク・フラッシュ
- いつかどこかで （麻上洋子）
- キリンラジオ劇場・スペースロマン
- ザ・パンチ・パンチ・パンチ

### 1979年4月 -
21時10分 - 22時00分
- ラッキーナイン
- まるもうけ情報
- ハロー!パロパロ
- 歌謡曲ザックザック
- ニッカンはみだしコミック （チャップ、三木風子）

22時00分 - 23時00分
- 日立ミュージック・イン・ハイフォニック
- 世良公則・俺たちのバラード
- 拝啓!青春諸君
- 夜のドラマハウス

23時00分 - 24時00分
- 谷村新司のライオン・フォーク・ビレッジ
- 味の素サウンドネットワーク・ポップステップ踊らにゃSong Song
- 通学沿線・あの娘をねらえ!
- キリンラジオ劇場
- ザ・パンチ・パンチ・パンチ

### 1979年10月 -
21時00分 - 22時00分
- テレフォンパニック・スターにチャレンジ
- こじつけ3曲リクエスト
- 輝け!全日本パロディ大賞
- ニッカンはみだしコミック （池田まさる）

22時00分 - 23時00分
- 日立ミュージック・イン・ハイフォニック
- 世良公則・俺たちのバラード
- 拝啓!青春諸君
- 夜のドラマハウス

23時00分 - 24時00分
- 山本コウタローのライオン・フォーク・ビレッジ
- 味の素サウンドネットワーク・ポップステップ踊らにゃSong Song
- 通学沿線・あの娘をねらえ!
- キリンラジオ劇場
- ザ・パンチ・パンチ・パンチ

### 1980年4月 -
21時10分 - 22時00分
- 一発必中!大当りスロットゲーム
- まるもうけ情報
- ラッキーナンバー!はちゃめちゃレター
- ポップン10ぷん
- ニッカンはみだしコミック （池田まさる）

22時00分 - 23時00分
- 日立ミュージック・イン・ハイフォニック
- 世良公則・俺たちのバラード
- 拝啓!青春諸君
- 夜のドラマハウス

23時00分 - 24時00分
- 山本コウタローのライオン・フォーク・ビレッジ
- ランナウェイ!サウンドレポート
- ブギウギテレフォン
- キリンラジオ劇場
- ザ・パンチ・パンチ・パンチ

### 1980年10月 -
21時00分 - 22時00分
- 一発必中!もしもしガバチョ
- テレフォンパニック見たぞ聞いたぞぶったまげ
- まるもうけ情報
- 輝け!全日本パロディ大賞’81
- ポップン10ぷん
- ニッカンはみだしコミック （池田まさる）

22時00分 - 23時00分
- 日立ミュージック・イン・ハイフォニック
- 世良公則・俺たちのバラード
- 拝啓!青春諸君
- 夜のドラマハウス

23時00分 - 24時00分
- 山本コウタローのライオン・フォーク・ビレッジ
- ランナウェイ!サウンドレポート
- ブギウギテレフォン
- キリンラジオ劇場
- ザ・パンチ・パンチ・パンチ

### 1981年4月 -
21時10分 - 22時00分
- 只今開店!オープニング・リクエスト
- マツダキャンパスリクエスト・これで決定!
- 田原俊彦・ハロー!アイラブユー
- 大入りトピックス
- 坂崎幸之助のほとんど冗談!

22時00分 - 23時00分
- 日立ミュージック・イン・ハイフォニック
- ひかる一平・恋のサインはSHE-SAYS-DO!
- 拝啓!青春諸君 （タモリ）
- 夜のドラマハウス

23時00分 - 24時00分
- 山本コウタローのライオン・フォーク・ビレッジ
- くり万・奈保子のランナウェイ!サウンドレポート （河合奈保子）
- ブギウギテレフォン
- キリンラジオ劇場
- ザ・パンチ・パンチ・パンチ

### 1981年10月
コーナーは一部リニューアルの上、『ザ・ゴリラ』でも継続。
21時00分 - 22時00分
- ガボットゲーム10万円つかみどり!
- 田原俊彦・グッドラック2ナイト
- 電話でブリッ子!翔べ翔べ阿呆鳥
- ’82飛び出せ!全国DJ諸君おもしろ大ベストテン
- 宵の口プレゼント情報
- イモ欽トリオのでたとこ勝負!

22時00分 - 23時00分
- 日立ミュージック・イン・ハイフォニック
- ひかる一平・恋のサインはSHE-SAYS-DO!
- 拝啓!青春諸君
- 夜のドラマハウス

23時00分 - 24時00分
- 山本コウタローのライオン・フォーク・ビレッジ
- くり万・奈保子のランナウェイ!サウンドレポート （河合奈保子）
- ロッテ・カムカムテレフォン
- キリンラジオ劇場
- ザ・パンチ・パンチ・パンチ